# Partula dentifera
Partula dentifera – wymarły gatunek lądowego ślimaka trzonkoocznego z rodziny Partulidae. Występował endemicznie na wyspie Raiatea w Polinezji Francuskiej.
Ostatni raz żywego osobnika Partula dentifera widziano w 1972 roku. Dalsze badania przeprowadzone w 1991 roku nie przyniosły żadnych dowodów na obecność żywych osobników tego gatunku, znaleziono natomiast puste muszle. Za przyczynę wyginięcia uważa się introdukcję inwazyjnego gatunku Euglandina rosea, który pojawił się na wyspie pod koniec lat 80. XX wieku.
Żywe osobniki, które wcześniej uważano za Partula dentifera, zebrano w latach 1981–1982 i rozmnożono w niewoli. Później jednak odkryto, że w rzeczywistości to Partula navigatoria.
Gatunek został oficjalnie uznany za wymarły przez Międzynarodową Unię Ochrony Przyrody 27 czerwca 2024 roku.
Wyróżniono cztery podgatunki gatunku:
- Partula dentifera callifera
- Partula dentifera candida
- Partula dentifera cedista
- Partula dentifera citrina